# Daniel Anido
Daniel Anido, nascut a Lugo el 1960, és un periodista gallec.

## Trajectòria
És fill de pares gallecs, però es va criar al País Basc. es va iniciar professionalment en la redacció d'informatius de Radio Bilbao, que pertany a la cadena SER. Després fou nomenat subdirector i director d'informatius de l'emissora a Madrid. En febrer de 2011 fou nomenat director de continguts parlats de Prisa Radio.
Quan era director dels Serveis informatius de la SER, el seu equip va obtenir els Premis Ondas, pel seguiment de la crisi del Prestige i per la cobertura informativa de l'atemptat de l'11-M.
En 2010 va rebre el premi José Couso a la llibertat d'expressió, el Premi de periodisme de la Unió de periodistes de València, i el primer premi IX Decret, de l'Associació de la Premsa de Cadis, per la seva contribució a l'exercici drl periodisme i la seva defensa de la llibertat d'expressió.
En desembre de 2009 fou condemnat junt a Rodolfo Irago per difondre un llistat de les afiliacions irregulars del PP que també fou publicat a internet. Tanmateix, després de recórrer a l'audiència provincial de Madrid, fou absolt en juny de 2010.